# 동인비
동인비(DONGINBI)은 KGC인삼공사가 보유한 대한민국의 화장품 브랜드이다. 동인비는 ‘붉은 사람(홍삼)의 비밀’이라는 뜻으로, 대한민국 대표 홍삼 제품 기업인 한국인삼공사에서 6년 만에 화장품 사업 재건에 재건하고자 6년근 홍삼을 주성분으로 한국인삼공사의 112년 정관장 역사와 기술력을 바탕으로 만들어진 2011년 설립된 자연한방 스킨케어 브랜드로 개발이나 유통망 확장, 자금지원 등 관련 노하우를 그대로 녹여냈다. 정관장 매장과 면세점, 방문판매 등 유통망을 확보한 후 제품 차별화에 집중하고 있다.
특히 홍콩, 미국에 이어 중국에 진출하면서 한국의 명품 인삼화장품으로 호평을 받고 있다. 또한 2016년에는 LA한인타운내 ‘동인비 브랜드 스토어’ 미주 1호점을 오픈했다.

## 역대 모델
- 김희선 
 (2012년 ~ 2015년)[4]

- 한가인 
 (2016년 ~ 2018년)[5]
- 한지민 
 (2018년 ~ 현재)[6]